# Månår
Månår borde i egentlig mening, i analogi med solåret, vara den tid som en satellit (måne) behöver för att fullborda ett helt varv runt den himlakropp som satelliten (månen) roterar. För jordens månes del skulle detta motsvara knappt en månad, alltså en siderisk eller synodisk månad. Dock används oftast begreppet månår om den kalendariska tidsperiod som ungefär motsvarar solåret, räknat i hela månvarv, vilket betyder 12 synodiska månader. Dessa innehåller egentligen 354 dagar 8 timmar 48 minuter och 36 sekunder, men antas för borgerligt bruk innehålla 354 eller 355 hela dagar. Behovet av en större tidsenhet än månaden föranledde tidigt bildande av perioder, som bestod av ett helt antal månader. Så användes hos olika folk till en början perioder om 2, 3 och 4 månader och först hos egypterna synes tolvmånadsperioden ha kommit i bruk.
Månåret är antingen ett egentligt månår eller ett så kallat bundet sådant, vilket genom tid efter annan verkställda inskjutningar av skottmånader eller dagar anpassas efter solåret. Sådana bundna månår har använts av flera forntida folk. Det egentliga månårets början genomlöper under en jämförelsevis kort tid de olika årstiderna. Några olika system för tideräkning som på olika sätt använder månåret är den islamiska, judiska, persiska samt Mayakalendern.